# Chaîne audio
 (novembre 2012).
Si vous disposez d'ouvrages ou d'articles de référence ou si vous connaissez des sites web de qualité traitant du thème abordé ici, merci de compléter l'article en donnant les références utiles à sa vérifiabilité et en les liant à la section « Notes et références ».
Une chaîne audio, composée de plusieurs appareils, utilise diverses technologies qui relèvent du domaine de la physique, telles les mouvements ondulatoires (physique vibratoire), le traitement du signal et l'acoustique.

## Appareils
Trois types d'appareils sont considérés dans cette page : les capteurs, les transformateurs et les restitueurs. Dans les musiques modernes, qui utilisent facilement les musiques amplifiées, on retrouve des configurations de base.

### Capteurs
Les capteurs sont appelés microphones (en abrégé « micros »). Il existe des microphones pour la voix et des microphones adaptés pour des instruments acoustiques. Les instruments appelés « électriques » ont des microphones intégrés, et on peut brancher un câble directement sur l'instrument. Actuellement, les technologies de transmission sans fil par ondes radio permettent de limiter l'utilisation des câbles.

### Transformateurs
Le transformateur principal est l'amplificateur. Celui-ci restitue le son, avec plus ou moins de puissance, selon les réglages. Souvent couplée à l'amplificateur, la table de mixage permet de gérer plusieurs entrées et sorties de son. En effet, c'est sur cette table que l'on effectue la « balance » d'un groupe : chaque niveau est réglé, et le son perfectionné (aigus, graves, effets).
D'autres appareils, intégrés à la table de mixage ou externes, permettent d'ajouter un effet spécial sur un son. En effet, on ajoutera facilement de la réverbération ou de la compression dynamique sur une voie. Certains se trouvent sous forme de pédales d'effet, qui peuvent être actionnées par le pied tout en jouant.
Parmi ces effets, on peut citer :
- « l'octaver » : permet de doubler un son à l'octave ;
- le « wah-wah » : permet de donner à un son un effet « fermé-ouvert » (à l'origine : trompettistes bouchant-débouchant alternativement leur instrument avec une sourdine de jazz ou plus souvent - car moins cher - un déboucheur d'évier en caoutchouc) ;
- le « limiteur » : permet d'écraser le signal sonore et en particulier ses crêtes ;
- les « saturations » : effets de distorsion, fuzz et autres : permettent de saturer le signal avant qu'il n'arrive aux enceintes, ce qui permet de ne pas les endommager ;
- les « flangers », « trémolos », « delays », « chorus », etc.

### Restitueurs
Les haut-parleurs transforment un signal électrique en onde sonore.

## Acoustique
- L'acoustique désigne la branche de la physique qui étudie la propagation du son.
  - En appliquant la théorie des ondes aux vibrations sonores, on touche à un domaine déjà quelque peu maitrisé depuis l'Antiquité.
  - Pour amplifier un son, on se servait des propriétés physiques des matériaux en leur donnant une forme particulière. Ainsi les constructions où devaient se produire des orateurs ou des musiciens avaient une acoustique très étudiée.
  - L'apogée de l'amplification acoustique fut la Renaissance, avec la construction de cathédrales et de salles d'opéra.
- Mais les premières formes d'amplification acoustique furent les premiers instruments de musique.
  - En effet, les différentes caisses de résonance des différents instruments sont étudiées pour amplifier le son qui vient, soit des cordes (harpe, violon, guitare, piano, etc.), soit des embouts pour les instruments à vent (flûte, pipeau, trompette, etc.).
- Cela étant également vrai pour les instruments de percussion, et même pour la voix humaine. En effet, le corps humain fait office de caisse de résonance pour la voix.

## Technologie

### Analogique
La manipulation électrique du son est possible grâce à l'électromagnétisme.
 En effet, une variation du champ magnétique à proximité d'une bobine produit un courant électrique induit.
- Ceci permet de capter les vibrations de l'air à l'aide d'une membrane couplée à une bobine qui vibre à proximité d'un aimant ; c'est le principe du microphone dynamique. Ainsi, les vibrations de la membrane engendrent une tension variable aux bornes de la bobine.
- Inversement, si on applique une tension variable aux bornes d'une bobine plongée dans un champ magnétique et solidaire d'une membrane, on obtient un haut-parleur électrodynamique.
- Cependant, le signal électrique produit par un microphone est trop faible pour être reproduit directement sur un haut-parleur. Il faut donc l'amplifier.
- Ce traitement sonore s'appuie sur une chaîne analogique car les manipulations convertissent le son en courant électrique et inversement, tout en conservant la forme de l'onde.

Pour vanter les qualités de reproduction de leurs appareils et fournir des indicateurs de comparaison, les fabricants de matériels électroniques de traitement de reproduction sonore, ont, dans les années 1960, introduit la notion de « Haute Fidélité » ou Hi-Fi pour High Fidelity.

#### Amplificateur
Un amplificateur prend en entrée un signal de faible amplitude et l'amplifie à un niveau utile pour l'équipement qui y sera relié en sortie.
Lorsque le signal d'entrée est très faible (quelques millivolts, voire moins), on utilise un préamplificateur dont le rôle est d'amener cette tension à un niveau relativement immune au bruit (quelques volts). La sortie du préamplificateur sera reliée à l'entrée de l'amplificateur de puissance, qui à son tour pourra générer le courant nécessaire à l'alimentation du (ou des) haut-parleur(s).
Les premiers amplificateurs électroniques utilisaient la technologie des tubes, avant d'évoluer vers le transistor bipolaire. Aujourd'hui, on trouve toujours des amplificateurs à tubes, mais la majorité des unités produites utilisent le transistor, bipolaire ou à effet de champ (FET). L'un des avantages des transistors est leur faible encombrement qui rend possible la réalisation de circuits intégrés de puissance, où tout le circuit d'amplification est regroupé dans un seul composant.
Une des différences entre les technologies tube/transistor est la production possible d'harmoniques impaires par les transistors, rendant le signal reproduit moins agréable à l'oreille que celui reproduit par les tubes, qui génèrent des harmoniques paires. Néanmoins, les transistors à effet de champ partagent cet avantage avec les tubes.

### Numérisation
Par opposition à analogique, on parle de traitement numérique du son, lorsque les traitements sont accomplis sur le résultat de la numérisation du signal d'entrée.
L'obtention d'un signal (en l'espèce, acoustique) numérisé à partir d'un signal analogique, issu par exemple de la captation d'un son par un microphone, suit le processus suivant :
- on mesure à intervalle parfaitement régulier, à une fréquence très élevée, l'amplitude du signal analogique source : c'est un échantillon ;
- le signal analogique continu est ainsi ramené à une suite d'échantillons ;
- la fréquence à laquelle ces échantillons sont prélevés (nombre d'échantillons par seconde) est appelée la fréquence d'échantillonnage (ex. : pour le CD audio, 44,1 kHz soit 44 100 échantillons par seconde) ;
- pour chaque échantillon, l'amplitude du signal est mesurée selon une échelle, définie comme les multiples d'une valeur unitaire (qui est donc la plus petite amplitude qu'on saura représenter au-dessus d'une valeur zéro). Ce processus est appelé la « quantification » ;
- on est amené à fixer une valeur plafond de la « plus grande amplitude » qu'on pourra quantifier, ce qui revient à fixer le ratio entre la plus petite valeur (celle du plus petit signal non nul) et la plus grande (l'amplitude sonore la plus forte) qu'on pourra rencontrer, ratio qui est appelé « résolution ». Cela équivaut à la notion de « plage dynamique » qui désigne le ratio entre l'amplitude la plus faible et la plus forte des sons qu'on pourra percevoir. La valeur de l'échantillon est codée en binaire sur plusieurs bits ; par exemple, un chiffrement à une résolution de 16 bits permet d'avoir 65 536 valeurs possibles, soit une plage dynamique de 96 décibels[1] ;
- la précision de la numérisation dépend donc à la fois de la fréquence d'échantillonnage (en kHz) et de la « résolution » de quantification (en bits, ou la plage dynamique en dB) ;
- le théorème d'échantillonnage de Nyquist-Shannon impose d'échantillonner au minimum au double de la fréquence maximale (i.e. la note ou l'harmonique la plus aiguë) contenue dans le signal d'entrée à reproduire. La plage acoustique perceptible par l'oreille humaine — et retenue pour les matériels hifi — s'étend de 20 Hz à 20 kHz, ce qui impose une fréquence d'échantillonnage d'au moins 40 kHz pour pouvoir reproduire les sons les plus aigus.

Le codage sur 16 bits avec une fréquence d'échantillonnage de 44,1 kHz est celui utilisé pour les CD audio.
Dans l'industrie de la production sonore, et désormais dans les enregistrements numériques « haute résolution » fournis par certaines plateformes musicales et web-radios, le codage peut être plus performant, souvent 96 kHz sur 24 bits, voire plus. La norme DSD du disque optique SACD, par exemple, utilise une fréquence de 2,8 MHz (64 fois supérieure au CD) et permet une plage dynamique de 120 dB (soit l'équivalent de 20 bits).

## Phonographie
Parmi les activités sonores les plus étonnantes du XXe siècle : la phonographie.
- Comprendre par ce terme la pratique de la prise de son.
- Les chasseurs de sons n'ont de cesse de trouver divers appareils capteurs et reproducteurs.